# 딥씨 챌린저

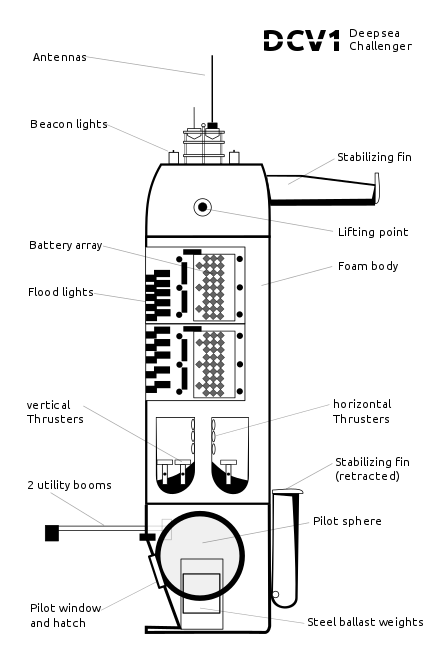
딥씨 챌린저 웹사이트에 있는 그림을 바탕으로한 DCV1의 그림

딥씨 챌린저(Deepsea Challenger)는 세계에서 가장 깊은 지점으로 알려진 마리아나 해구의 챌린저 딥 해저에 도달하기 위해 설계된 7.3m(24ft)의 심해 잠수정이다. 2012년 3월 26일, 캐나다의 영화감독 제임스 카메론(James Cameron)은 챌린저 딥에 도달하는 두 번째 유인 잠수에서 이 목표를 달성하기 위해 잠수정을 조종했다. 제임스 카메론은 단독으로 챌린저 딥에 도달한 최초의 인물이 되었다. 호주 시드니에서 연구 및 설계 회사인 Acheron Project Pty Ltd가 설계한 딥씨 챌린저에는 과학 시료 채취 장치와 고해상도의 3D 카메라가 구비되어 있으며, 해상으로부터 2시간 36분 만에 바다의 가장 깊은 지점에 도달했다.

## 발달
딥씨 챌린저(Deepsea Challenger)는 호주에서 내셔널 지오그래픽 협회와 동업을 맺고 롤렉스의 지원으로 딥씨 챌린지(Deepsea Challenge) 프로그램을 통해 제작되었다. 잠수정의 건설은 호주 기술자인 론 알럼(Ron Allum)이 이끌었다. 오랜 세월 동굴 다이빙 경험을 가진 론 알럼을 포함한 잠수 개발 팀원들 대부분은 시드니의 동굴 다이빙 협회 출신이다.
알럼(Allum)은 시드니 라익하르트(Leichhardt)의 작은 공학 기술 작업장에서 일하면서 11km(6.8마일) 깊이의 거대한 압력을 견딜 수 있는 이소플로트(Isoploat)라는 특수 구조의 유리 기포 강화 플라스틱(syntactic foam)을 포함한 새로운 재료들을 만들었다. 새로운 폼(foam)은 상업적으로 이용할 수 있는 유리 기포 강화 플라스틱 보다 더 균질하고 더 큰 균일한 강도를 가지고 있지만 약 0.7정도의 특정한 밀도로 물에 뜰 것이라는 점에서 독특하다. 이 폼(foam)은 에폭시 수지에 매달린 매우 작은 중공 유리구체로 구성되어 있으며 잠수함 부피의 약 70%를 차지한다.
딥씨 챌린저(Deepsea Challenger) 설계자는 폼(foam)의 강도를 통해 다양한 메커니즘을 장착하기 위해 강철 골격의 도움 없이 폼(foam) 내부에 장착된 인프라의 일부로 반동 추진 엔진 모터를 통합할 수 있었다. 이 폼(foam)은 역사적인 바티스카프 트리에스테에서 사용된 부선용 가솔린 탱크를 대체한다.
알럼(Allum)은 또한 기존 제품의 한계를 극복하기 위해 필요한 많은 혁신들을 만들었다. 그리고 현재 다른 심해 운송 수단을 위한 개발이 진행 중이다. 이것들은 압력 균형식 오일 충전 추진기를 포함한다. (예 : LED 조명 배열, 새로운 타입의 카메라, 그리고 잠수함의 선체를 통해 송신이 가능한 빠르고 신뢰 가능한 침투 통신 케이블 등) 알럼(Allum)은 <심해의 영혼들>, <비스마르크(Bismark)>, 그리고 다른 영화들에서 카메론의 타이타닉 다이빙에 사용된 전자 통신을 개발하는 많은 경험을 얻었다.
잠수함을 위한 전력 시스템은 폼 안에 수용된 리튬 배터리에 의해 공급되었으며 선박의 홍보 사진에서 분명하게 볼 수 있다. 그 리튬 배터리는 론 알럼(Ron Allum)이 설계하였다. 잠수정은 배터리, 반동 추진 엔진, 생명 유지 장치, 3D 카메라, LED 조명등을 포함하는 180개가 넘는 시스템들이 선내에 탑재되어있다. 이러한 상호 연결된 시스템들은 캘리포니아의 테메큘라에 본사를 둔 제어 제조업체 Opto 22의 프로그램 가능한 자동화 컨트롤러(PAC)에 의해 모니터링 및 제어된다. 잠수하는 동안 제어 시스템은 깊이, 머리 길이, 온도, 압력, 배터리 상태 및 기타 데이터도 기록했으며 서쪽 오스트레일리아의 L-3 노트로닉스(Nautronix)가 개발한 수중 음향 통신 시스템(underwater acoustic communication)을 통해 3분 간격으로 배를 지원하기 위해 기록을 보냈다.
카메론(Cameron)을 운반했던 등뼈와 파일럿 구체와 같은 중요한 구조적 요소들은 태즈메이니아주의 회사 Finite Elements에 의해 설계되었다. 내화성, 응축 관리 및 제어 조립체 장착을 포함한 구체 내부 설계는 시드니에 본사를 둔 산업 디자인 컨설팅 회사인 Design + Industry가 맡았다.

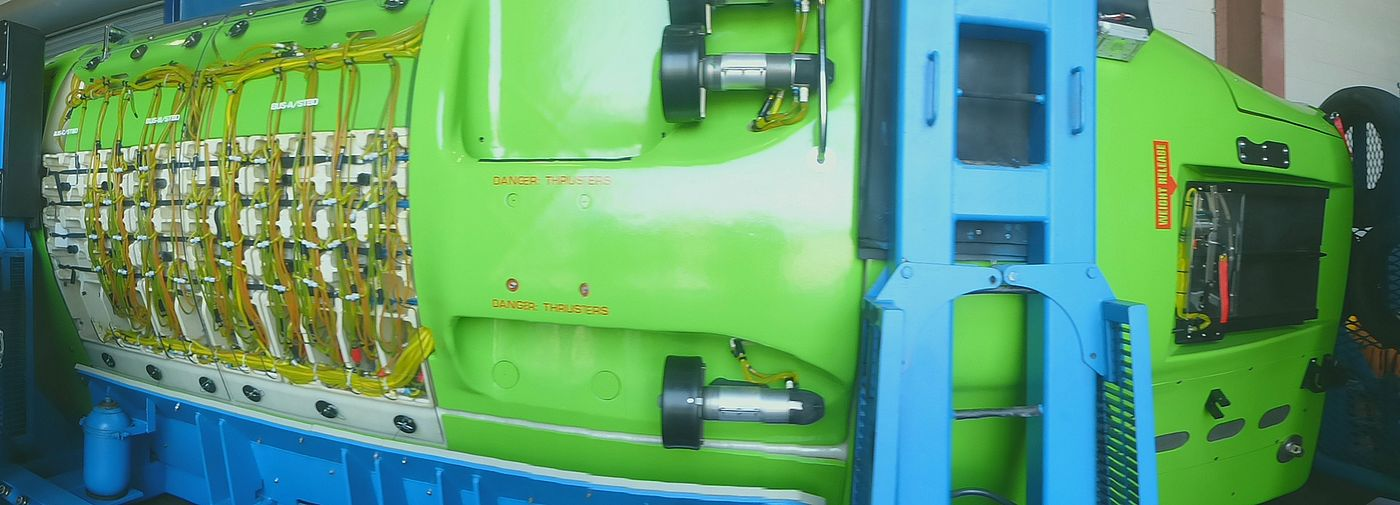
Deepsea 챌린저의 파노라마 사진. 잠수함의 왼쪽 위 부분이다.

## 잠수정의 사양
잠수정은 직경 1.1m(43 in)의 파일럿 구체를 갖추고 있으며, 한 사람만 탈 수 있을 정도로 충분히 크다. 64mm 두께의 강철 벽이 있는 이 구체는 펜실베니아 주립 대학에 있는 심해의 수압을 재현하는 고압 시험 장치 내에서 114MPa (16,500 psi)의 압력을 견딜 수 있는 시험을 받았다. 잠수정은 수직 자세로 조종 되어 500kg(1,100lb)의 추에 의해 심해저까지 강하하며 부상할 때는 추를 투기한다. 만약 추투기 장치가 고장 났을 경우에는 바닷물에 의한 전해 부식에 의해 일정 시간 경과 후에 예비 분리 장치가 작동하여 추가 자동으로 분리되어 부상한다. 잠수정은 축전지, 추진기, 생명유지장치, 3D 카메라, 발광다이오드 조명을 포함한 180개 이상의 장치로 구성되어 있다. 잠수 중에, 제어장치는 심도, 온도, 압력, 축전지 상태나 다른 데이터를 기록하고 3분마다 수상 지원선에 송신한다. 딥씨 챌린저는 50년 전 모델인 바티스카프 트리에스테호의 10분의 1도 안 되는 무게이다. 또한 트리에스테보다 훨씬 더 많은 관측 장치를 갖추고 있으며, 더 빠른 강하와 부상이 가능하다.

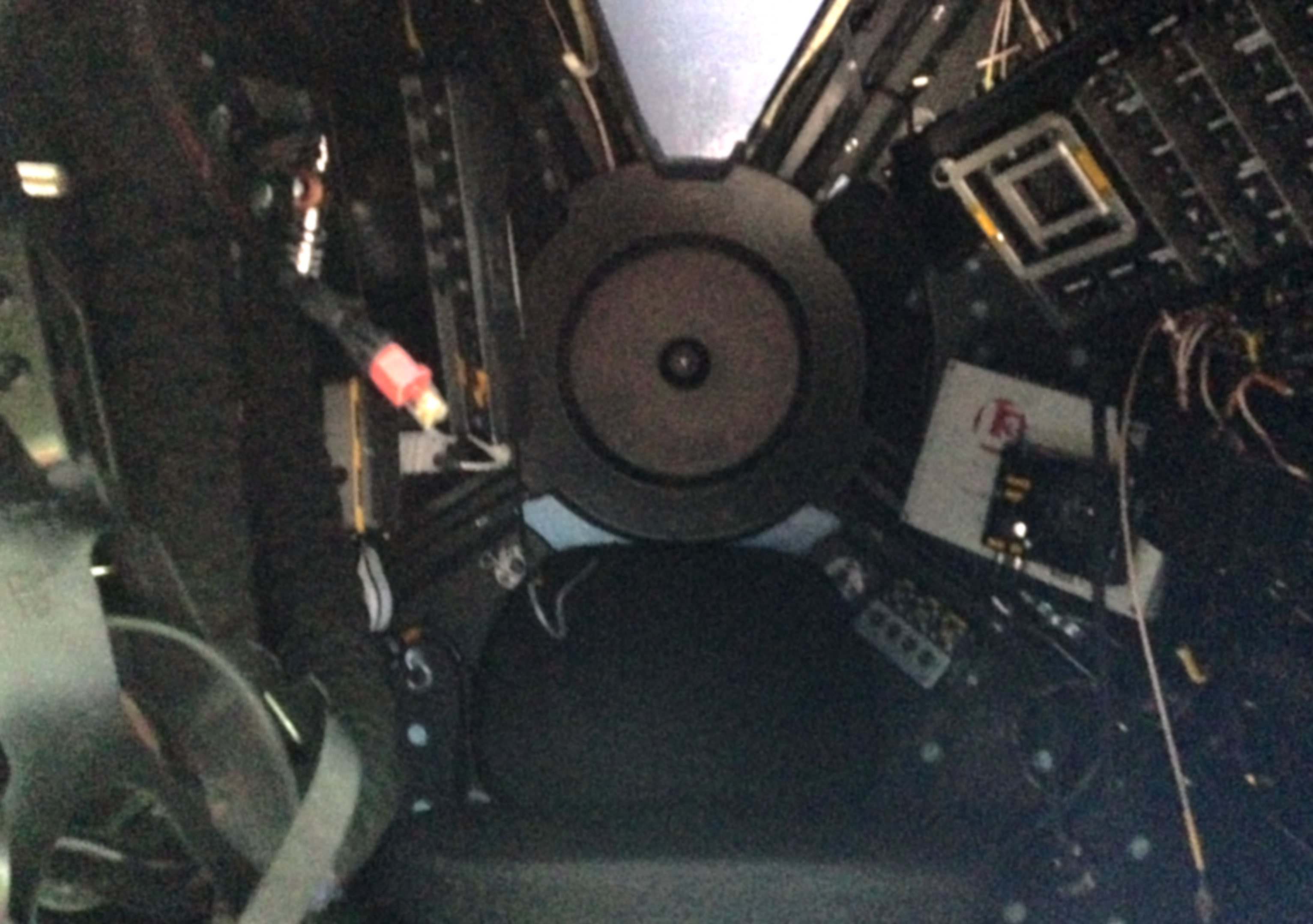
파일럿 구체 내부

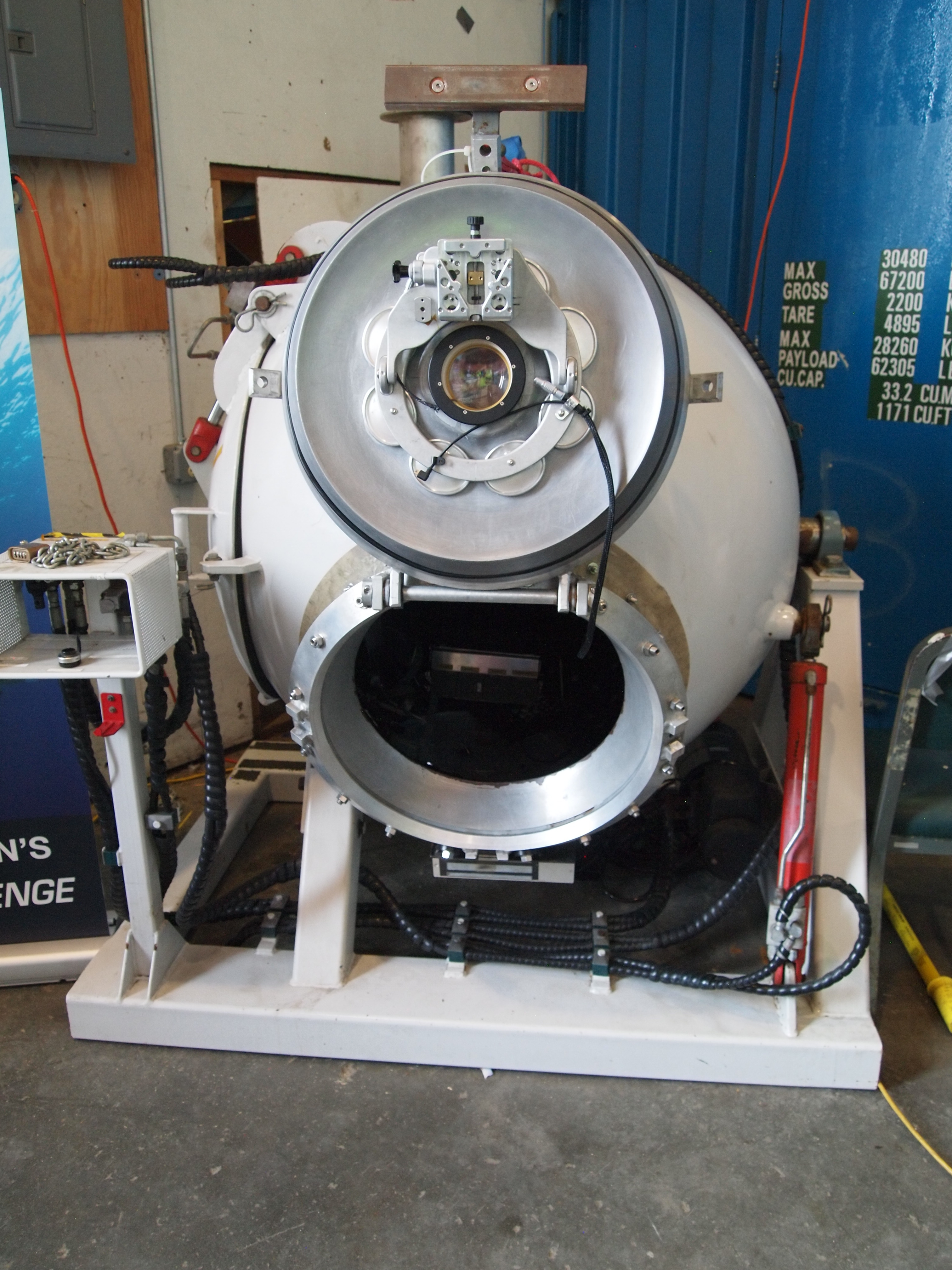
파일럿 구체

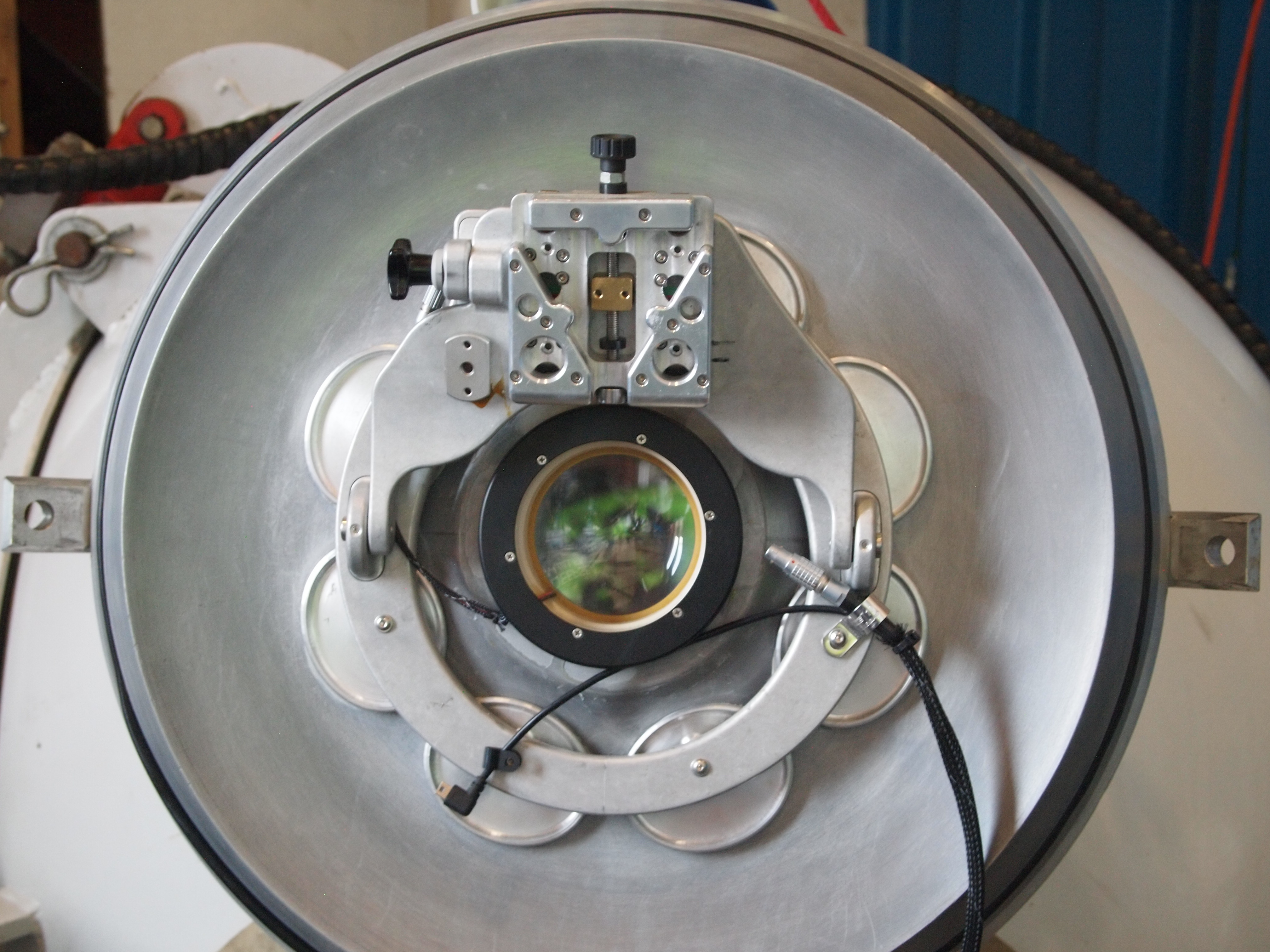
출입구

## 과정

### 초기
2012년 1월 말, 시스템을 시험해 보기 위해, 영화감독 제임스 카메론은 호주의 시드니 해군기지의 바로 아래 있던 잠수정에서 3시간을 보냈다. 2012년 2월 21일, 1,000m 이상의 깊이(3,300ft)에 도달하기 위한 시험 다이빙은 카메라와 생명 유지 문제로 인해 1시간 만에 중단되었다. 2012년 2월 23일, 카메론은 뉴브리튼섬 근해에서 991m(3,251ft) 해저로 잠수하는데 성공했으며, 그 위쪽의 배에서 조종되는 노란색 원격 조종배와 조우했다. 2012년 2월 28일, 카메론은 3700m(12,100ft) 깊이에서 잠수함이 7시간 잠수하는 동안 6시간을 잠수함 안에서 보냈다. 이때, 전력 시스템 변동 및 예기치 않은 전류로 인해 예상치 못한 문제가 발생했다. 2012년 3월 4일, 뉴브리튼 해구 바닥에서 수직 추진기의 문제가 생겨 카메론이 표면으로 돌아오게 되어 7,260m(23,820ft) 이상의 기록을 세운 다이빙이 중지되었다. 며칠 후 기술적 문제가 해결되면서 카메론은 잠수함을 뉴브리튼 해구의 바닥까지 성공적으로 가져가 최대 8,221m(26,972ft)에 도달했다. 그곳에서 그는 넓게 펼쳐진 퇴적물, 말미잘, 해파리, 그리고 다양한 서식지로 이루어진 협곡의 벽과 맞닿아 있는 넓은 평원을 발견했다.

### 후기
2012년 3월 18일, 잠수함은 비교적 잔잔한 솔로몬해의 시험장을 떠난 후, 그 위에 떠있는 머메이드 사파이어호에 탑승하여 수리 및 업그레이드를 진행하면서 잠수를 수행할 수 있을 정도로 잔잔한 바다를 기다렸다. 2012년 3월 24일, 며칠 전에 괌 항구를 떠난 잠수함은 울리시 환초(서부 태평양에 있는 환초로 세계에서 4번째로 큰 환초)에서 챌린저 딥으로 출발한 두 척의 수상 선박 중 하나에 탑승했다. 2012년 3월 26일 잠수함은 마침내 마리아나 해구 바닥에 도달한 것으로 보고 되었다.
표면에서부터 해저에 도착하기까지 2시간 37분이 걸렸는데, 트리에스테 강하에서 했을 때 보다 거의 두 배나 빨랐다. 잠수함의 로봇 팔에 착용된 롤렉스 시계는 잠수하는 동안 계속 정상적으로 작동했지만, 모든 시스템이 물 밑으로 잠수했을 때 계획대로 작동하지는 않았다. 챌린저 딥 탐사는 음파탐지기가 작동하지 않았고, 유압 시스템의 문제가 샘플링 장비의 사용을 방해했기 때문에 계획대로 진행되지 못했다. 그럼에도 불구하고, 해저에서 약 3시간 동안 성공적으로 유지된 후 독특한 잠수정을 가진 챌린저 딥의 추가 탐사는 2012년 봄에 계획되었다.

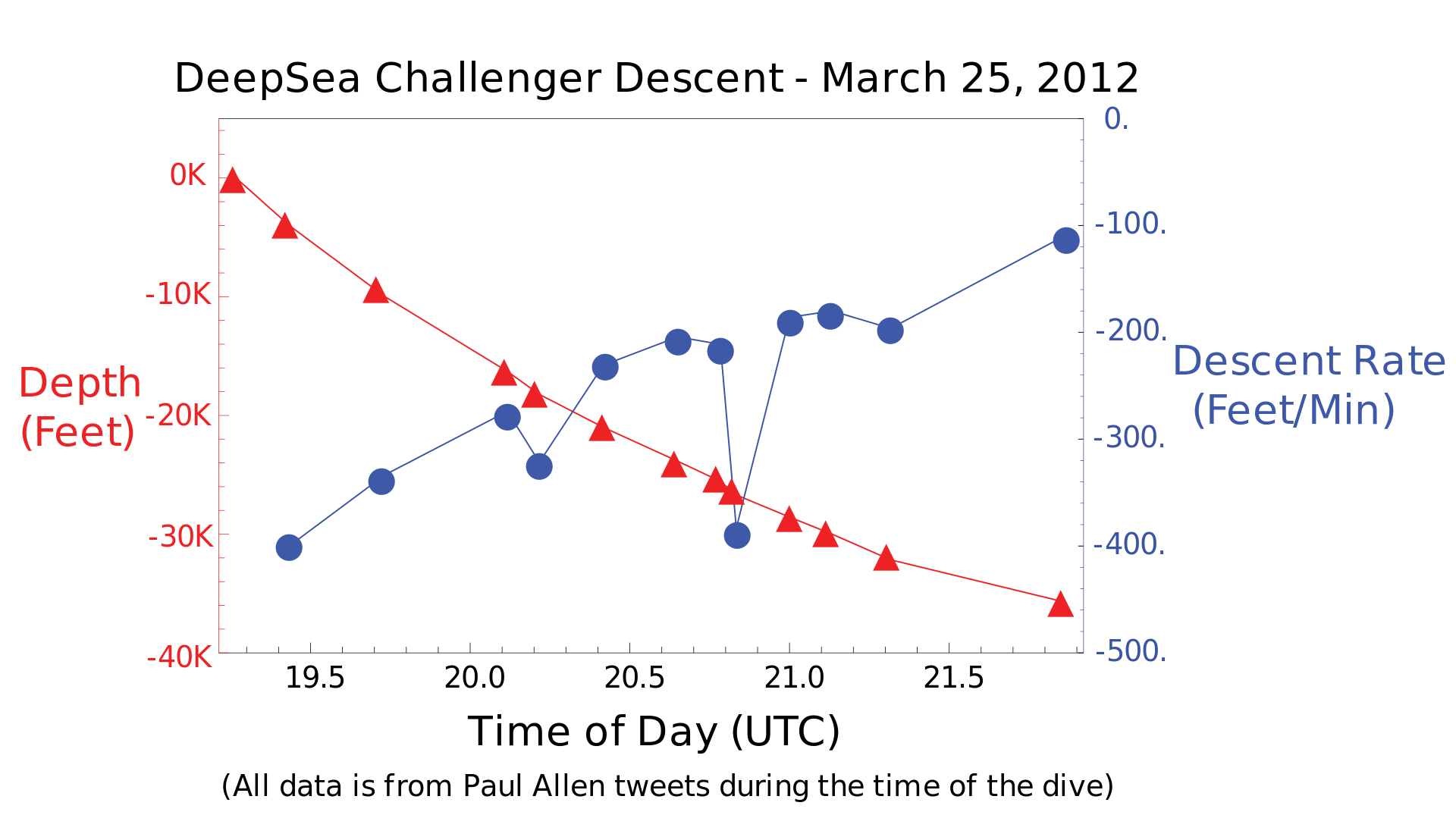
과정1

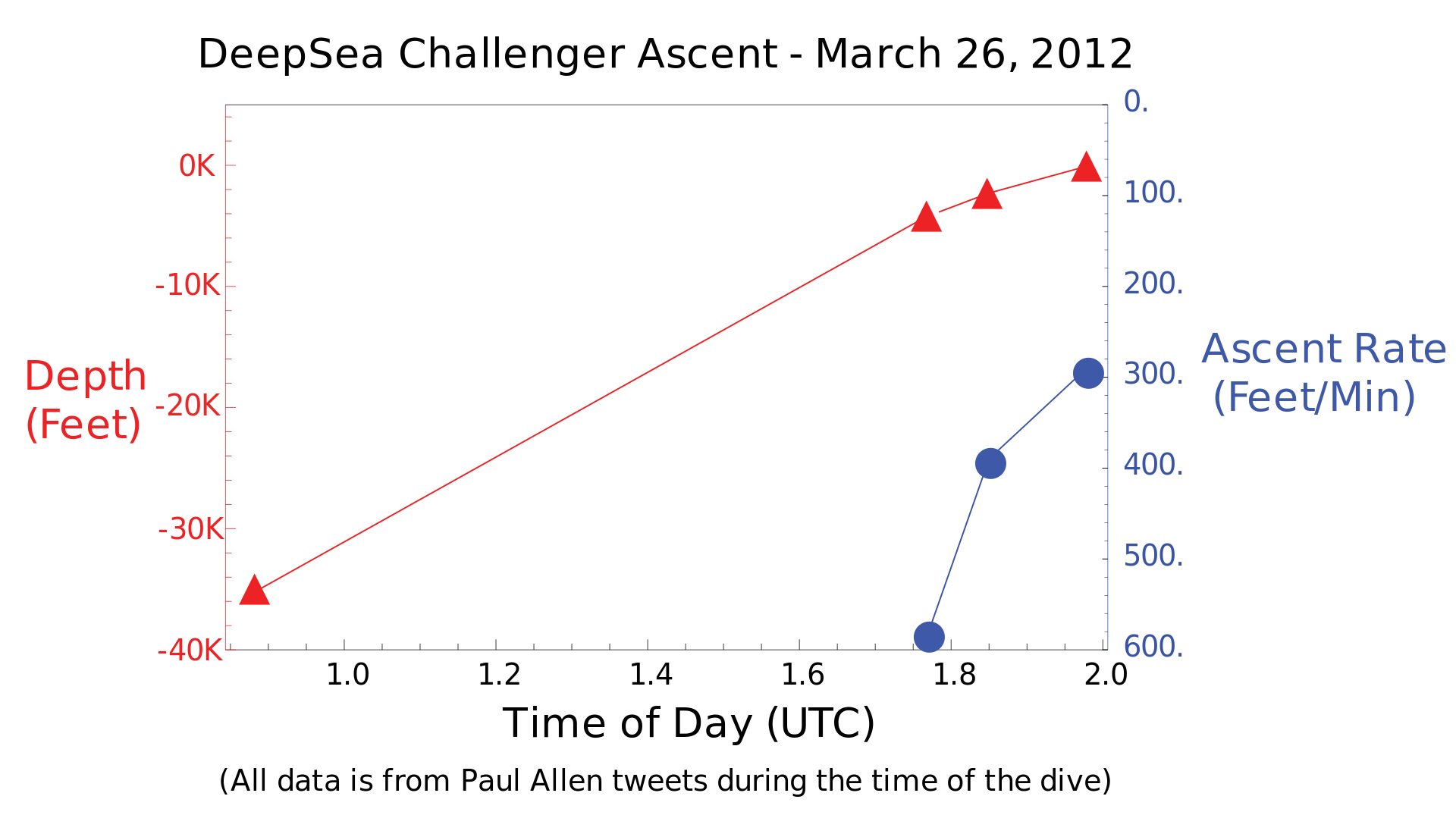
과정2

제임스 카메론의 딥씨 챌린저호의 하강과 상승이 기록을 세우는 동안에는 UTC 시간(협정세계시간)에 있기 때문에 다이빙은 3월 25일에 시작되어 UTC 시간이 사용되는 3월 26일에 끝났지만, 괌 시간을 사용할 경우 전체 다이빙은 2012년 3월 26일에 시작되었던걸로 제시된다. 두 그래프 모두 폴앨런이 옥토퍼스호를 타고 수중 전화기로 잠수 진행 상황을 모니터링 하던 중의 보내온 메세지를 바탕으로 작성됐다. 메시지가 하강 때 나오는 것만큼 상승 때 나오지 않았기 때문에 상승에 대한 데이터도 그리 많지 않다.

### 기록
2012년 3월 26일, 캐머론은 마리아나 해구의 가장 깊은 곳인 챌린저 해협에 도달했다. 이 때 기록된 최대 깊이는 10,908m(35,787ft)였다. 이것은 챌린저 해협까지의 총 4번째 잠수였고, 두 번째 단체 잠수였다.(최대 기록 깊이는 트리에스테의 1960년의 잠수기록보다 약간 낮았다.) 이것은 캐머론의 첫 번째 단독 잠수였고, 바닥을 탐색하는 데 상당한 시간(3시간)을 보낸 첫 번째 잠수이기도 했다.

## 후 사건
딥씨 챌린저는 심해 연구를 진전시키기 위해 우즈홀 해양 연구소에 기증되었다. 2015년 7월 23일, 딥씨 챌린저는 호주로 한시적으로 임대하기 위해 우즈홀 해양 연구소에서 볼티모어로 수송하던 중이었다. 코네티컷주 고속도로 95호선을 주행하던 트럭에서 불이 나 잠수정이 손상되었다. 화재의 원인은 트럭의 브레이크 고장으로 뒷바퀴에 불이 난 것으로 보여지고 있다. 코네티컷주 소방 당국은 이 사고가 딥씨 챌린저의 전손이라고 추측했지만 실제 피해 규모는 알려지지 않았다. 화재 후 잠수정은 우즈홀 해양 연구소로 다시 수송되었다. 2016년 2월, 수리를 위해 캘리포니아로 옮겨졌다.

## 유사 사례
2012년 2월, 같은 수심에 도달하기 위해 여러 잠수정들이 개발 중에 있었다. 이를 개발하는 그룹은 다음과 같다.
- Triton Submarines - 미국의 플로리다주에 본사를 둔 회사로 개인용 잠수정인 트리톤 36000/3(Triton 36000/3)의 설계와 제조하여, 3인승으로 약 120분 만에 해저에 도달한다.[44]

- Virgin Oceanic - 버진 그룹의 리처드 브랜슨의 후원으로 그레이엄 호크스가 설계한 딥 플라이트 챌린저(Deep Flight Challenger)[45]를 개발하여, 1인승으로 약 140분 만에 해저에 도달한다.[46]
- DOER Marine[47] - 1992년에 설립된 샌프란시스코 베이 지역에 본사를 둔 해양 기술 기업으로 딥서치(DeepSearch)[48]를 개발하여, 2인승 혹은 3인승으로 90분 만에 해저에 도달한다.[48]